# Fritzi Burger
Fritzi Burger (n. 6 iunie 1910, Viena, Austro-Ungaria – d. 16 februarie 1999, Bad Gastein, Salzburg, Austria) a fost o patinatoare artistică ce a reprezentat Austria, medaliată olimpică. A participat la 2 ediții ale Jocurilor Olimpice (1928, 1932) în care a câștigat două medalii de argint.